# Церковь Святого Якоба (Веймар)
Церковь Святого Якоба, Якобскирхе (нем. Jakobskirche) — знаменитая церковь в Веймаре (Тюрингия), посвящённая святому апостолу Иакову Старшему. Известна прежде всего тем, что там бывал и, вероятно, служил органистом Иоганн Себастьян Бах; в сакристии этой церкви 19 октября 1806 года обвенчались Иоганн Вольфганг фон Гёте и Кристиана Вульпиус. На кладбище при церкви были захоронены живописец Лукас Кранах Старший и поэт Фридрих Шиллер.

## История
Церковь возникла в качестве «станционной» на пути паломников к гробнице Святого Иакова в Сантьяго-де-Компостела (Испания). Первая постройка упоминается в 1168 году на названной в честь апостола горе (Jakobshügel). Когда в XIII веке была построена сплошная городская стена, церковь осталась за пределами городских стен. В 1712 году старое здание было снесено за ветхостью. В 1713 году герцог Вильгельм Эрнст приказал построить на его месте однонефную церковь в стиле барокко. Эту задачу выполнил мастер-строитель Иоганн Адольф Рихтер. После пожара в Веймарском дворце Якобскирхе в 1774 году стала Придворной церковью (Hofkirche). В 1721 году на открытии органа церкви (старого) присутствовал Иоганн Себастьян Бах.
После оккупации Тюрингии наполеоновскими войсками церковь восстанавливали. Работы были завершены к 1817 году.

## Интерьер
Интерьер церкви оформлен в стиле классицизма, включая двухъярусные боковые галереи — эмпоры и главный алтарь с экседрой (внизу) и со статуей благословляющего Христа (в верхнем ярусе), напоминающего своим одеянием древнеримского патриция (работа скульптора Питера Кауфмана).
Первый орган церкви был освящен 1 декабря 1721 года в качестве герцогского подарка. Он был построен Генрихом Николаусом Требсом из Веймара. Орган имел 18 регистров. 31 октября 1817 года был освящён новый орган, построенный Иоганном Кристофом Фридрихом Шульце из Мильбица. В 1863 году Карл Фридрих Петернелл из Зелигенталя отремонтировал его и добавил два новых регистра. Позднее орган был усовершенствован. Современный орган был построен в 1977 году органным мастером Герхардом Бёмом из Готы. Он имеет 17 регистров на двух мануалах и педаль с механическими слайдерами.

## Захоронения
Могилы Лукаса Кранаха Старшего, И. К. А. Музеуса и Кристианы фон Гёте (Вульпиус), супруги поэта, расположены на церковном кладбище Якобсфридхоф (Jakobsfriedhof), которое примыкает к церкви и более не используется для захоронений. Надгробная плита Фридриха Шиллера сохранилась в «Кассовом своде» (Мавзолее кладбища).

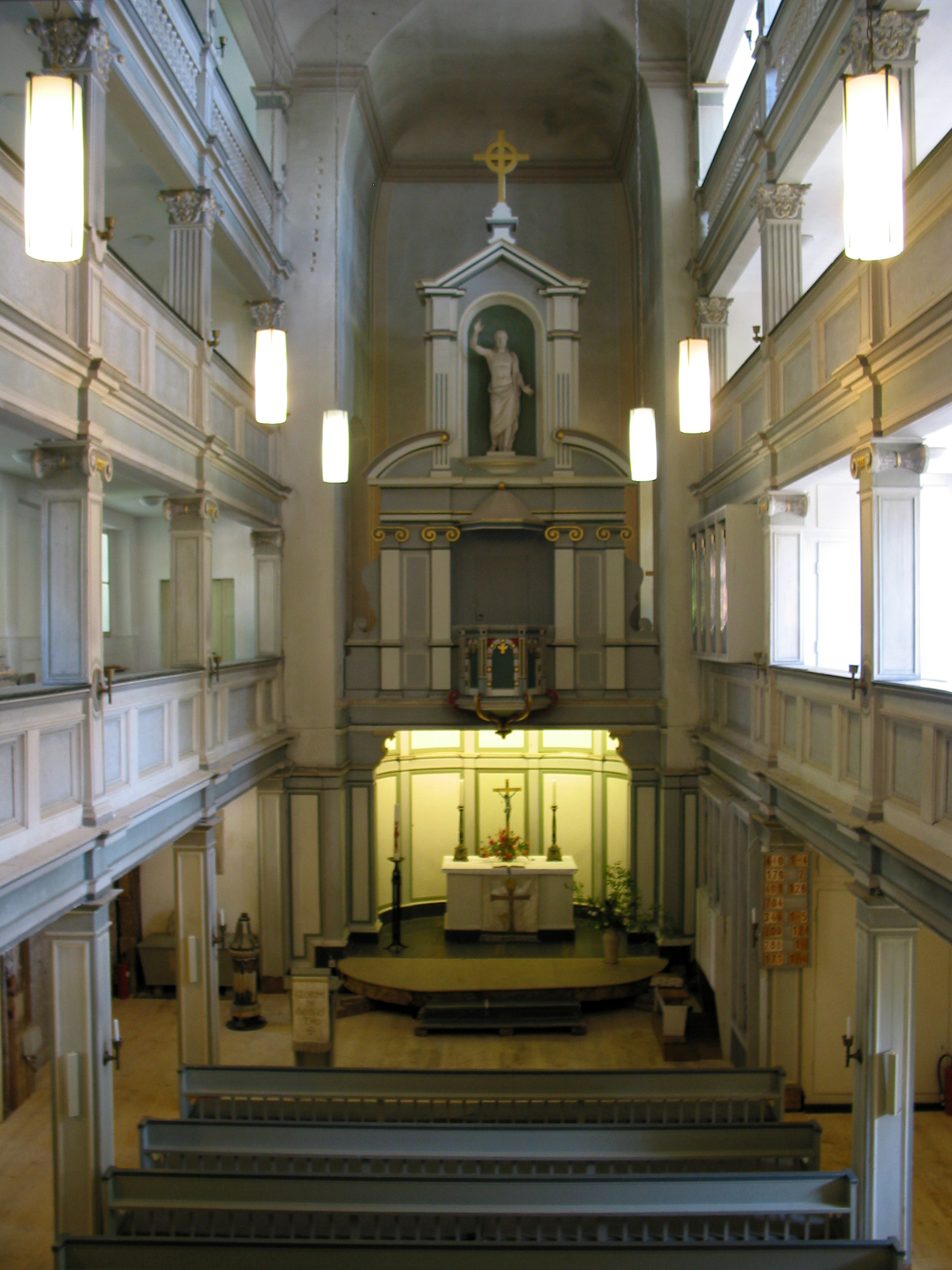
Интерьер. Вид на алтарь
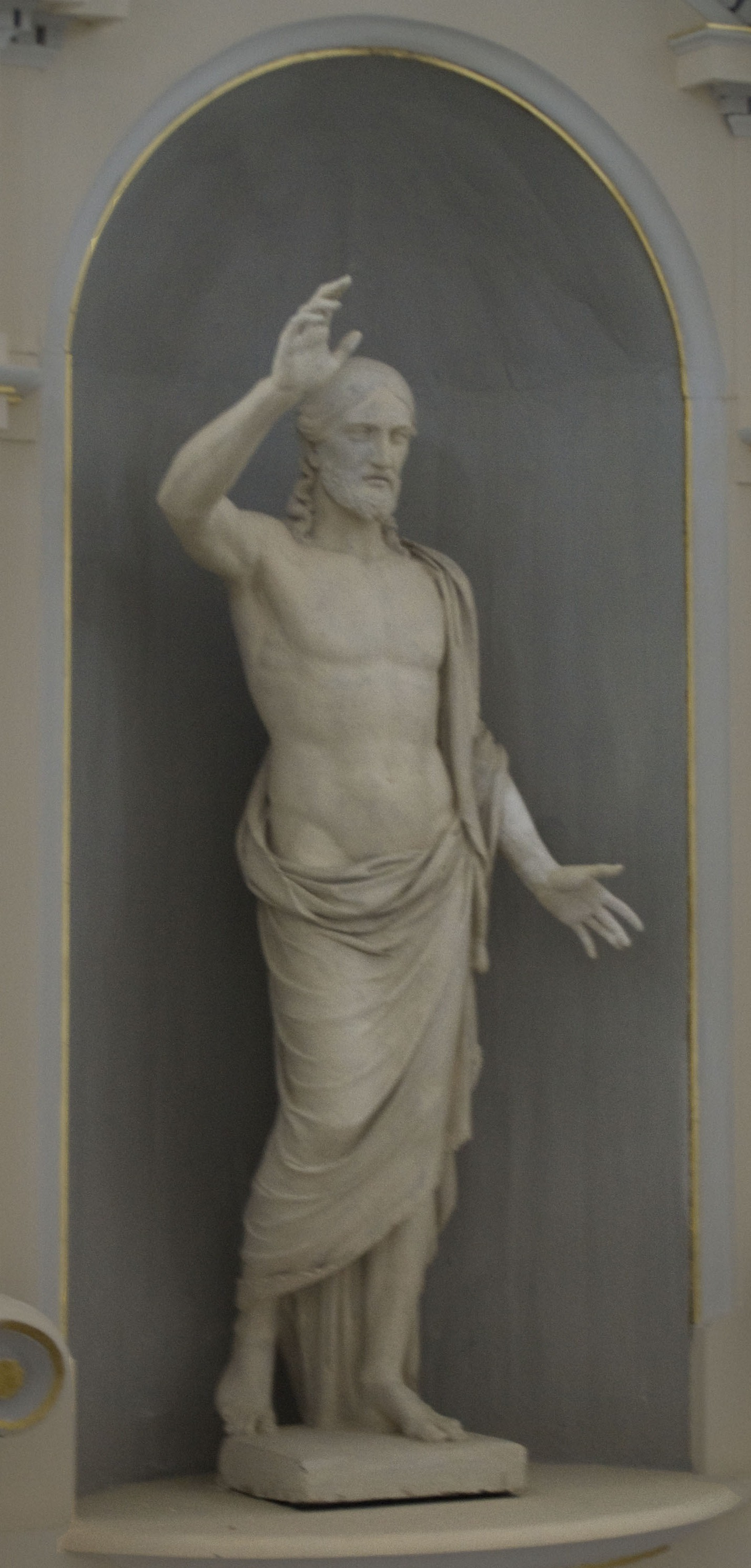
Статуя благословляющего Христа
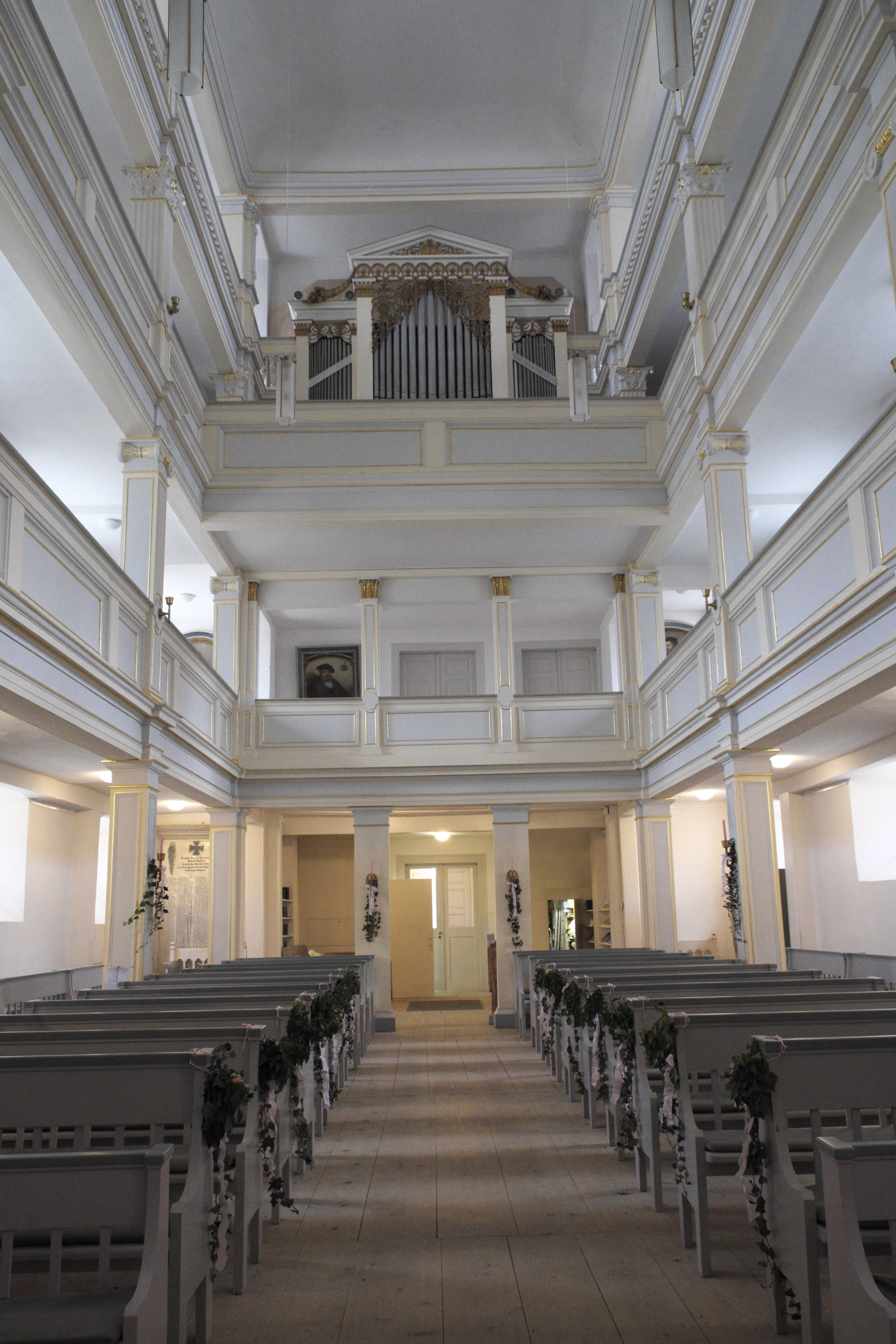
Орган церкви
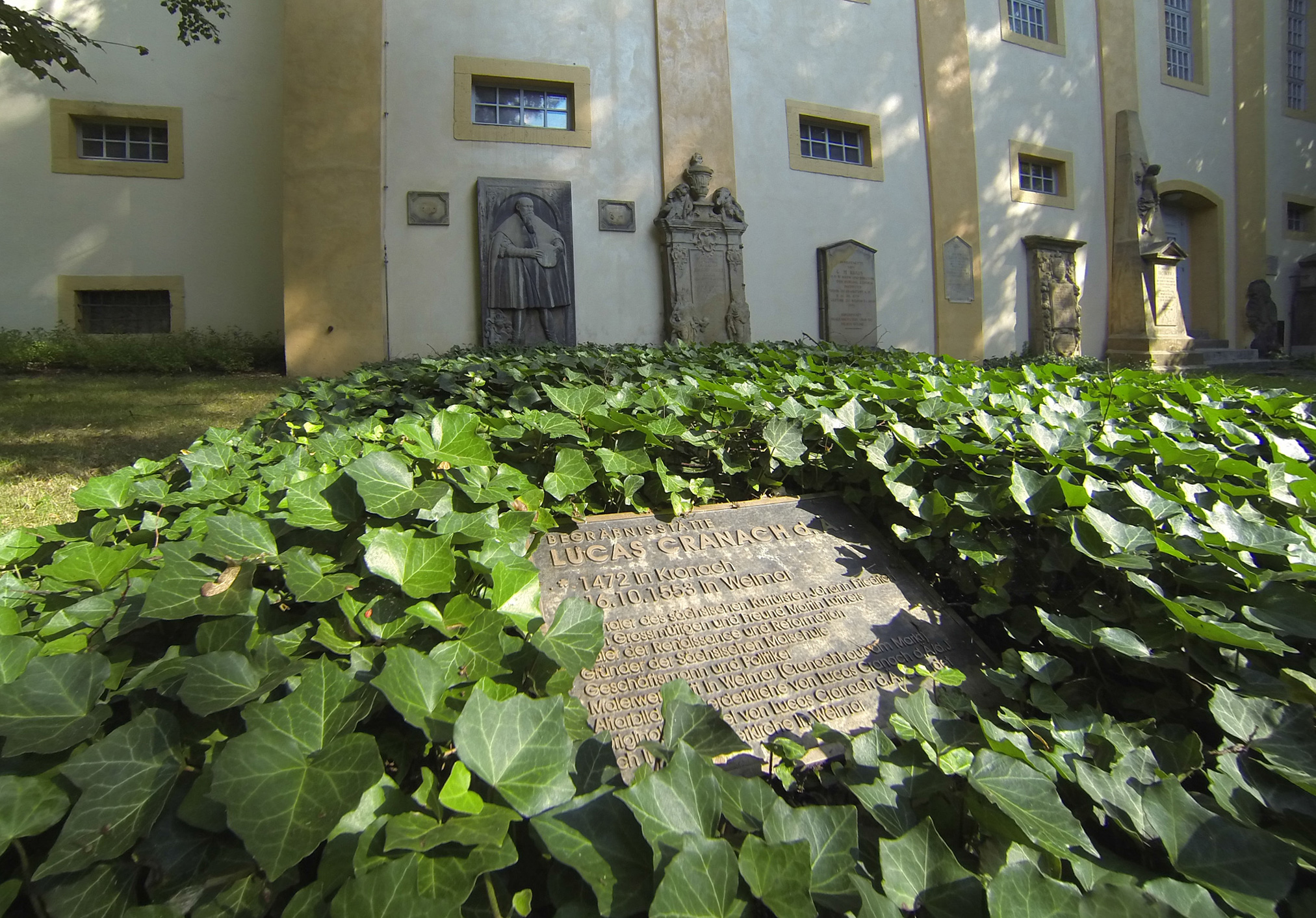
Захоронения Якобсфридхоф с могильной плитой живописца Лукаса Кранаха Старшего на переднем плане
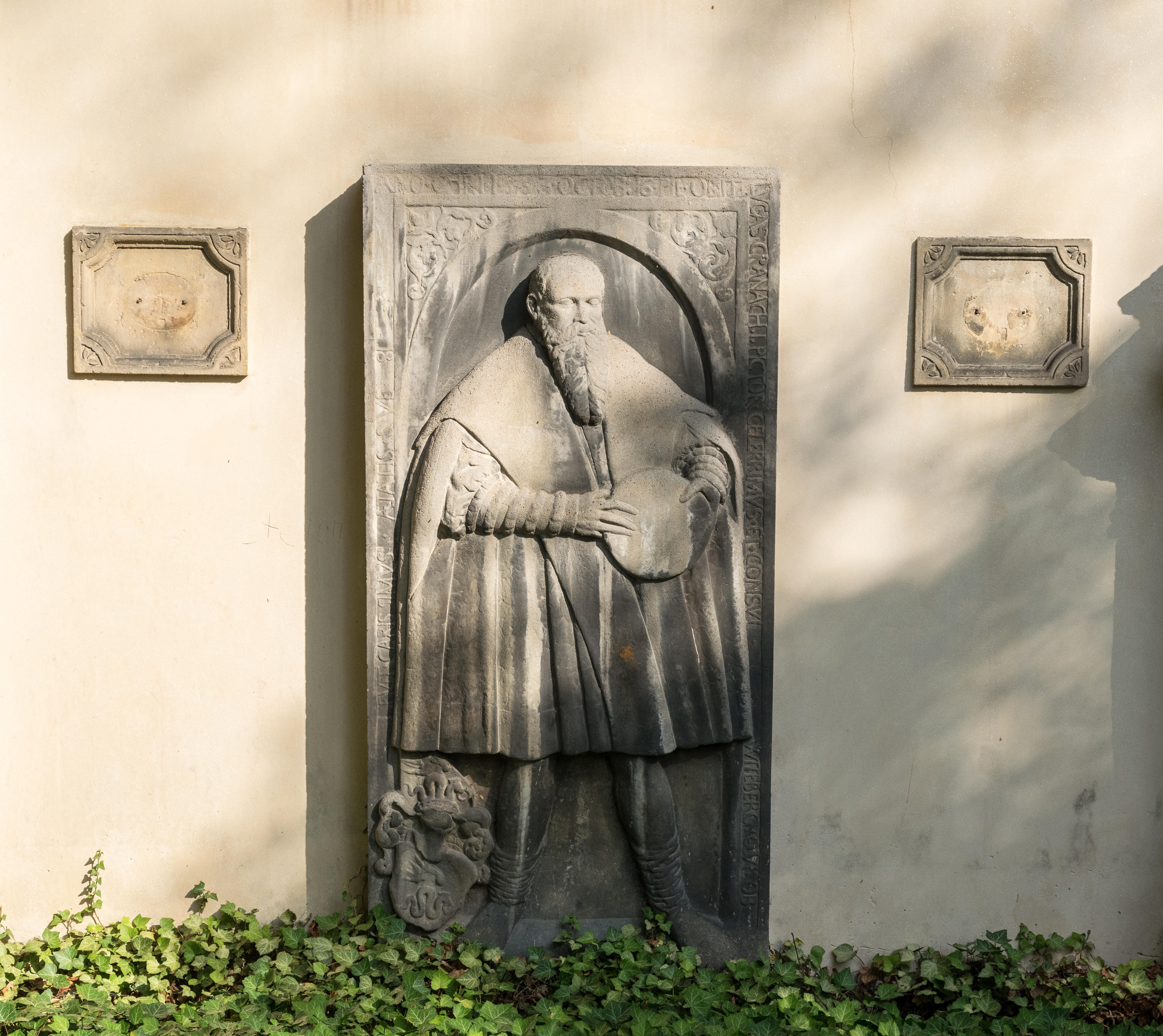
Плита-эпитафия Л. Кранаху Старшему
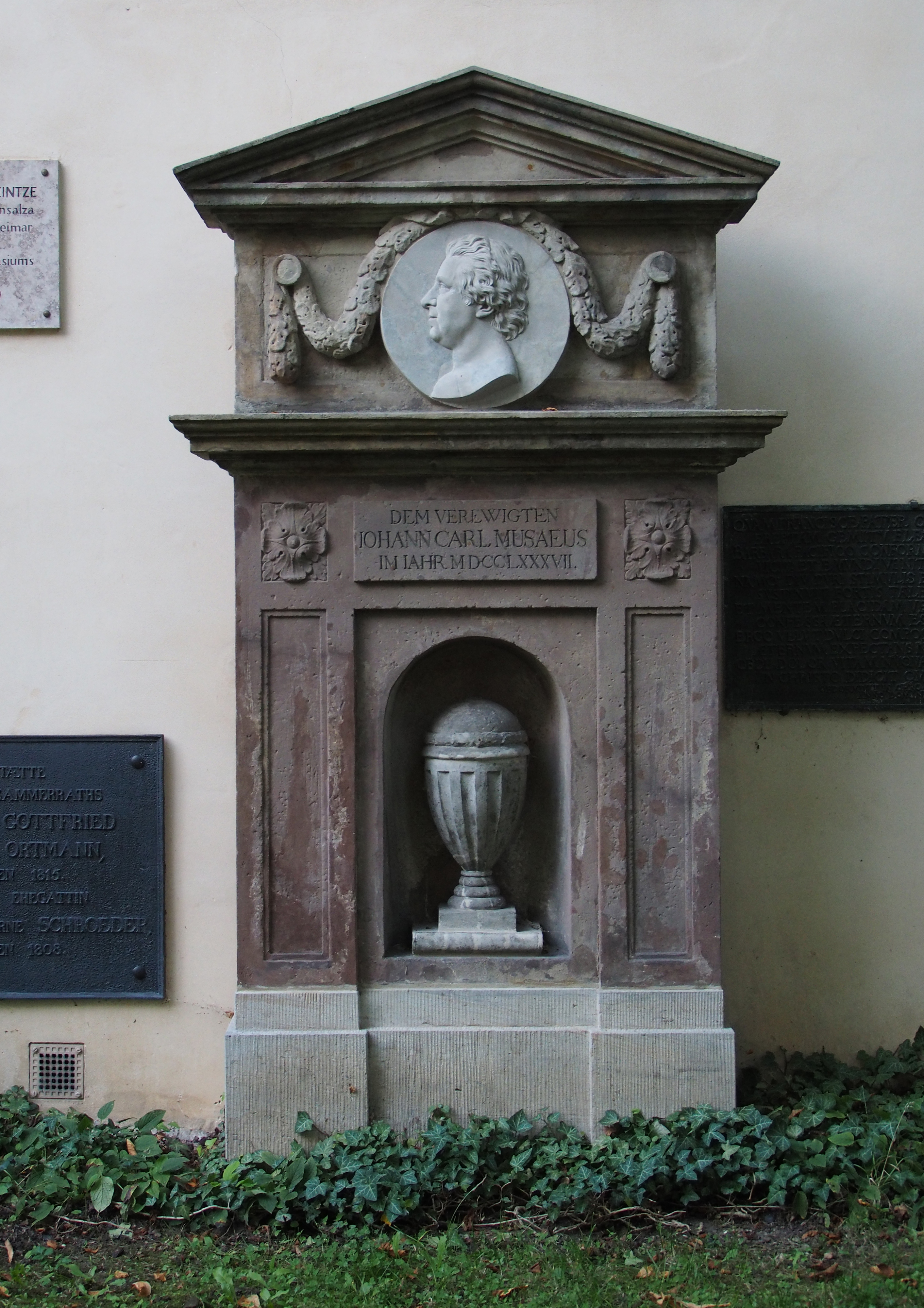
Надгробие писателя И. К. А. Музеуса
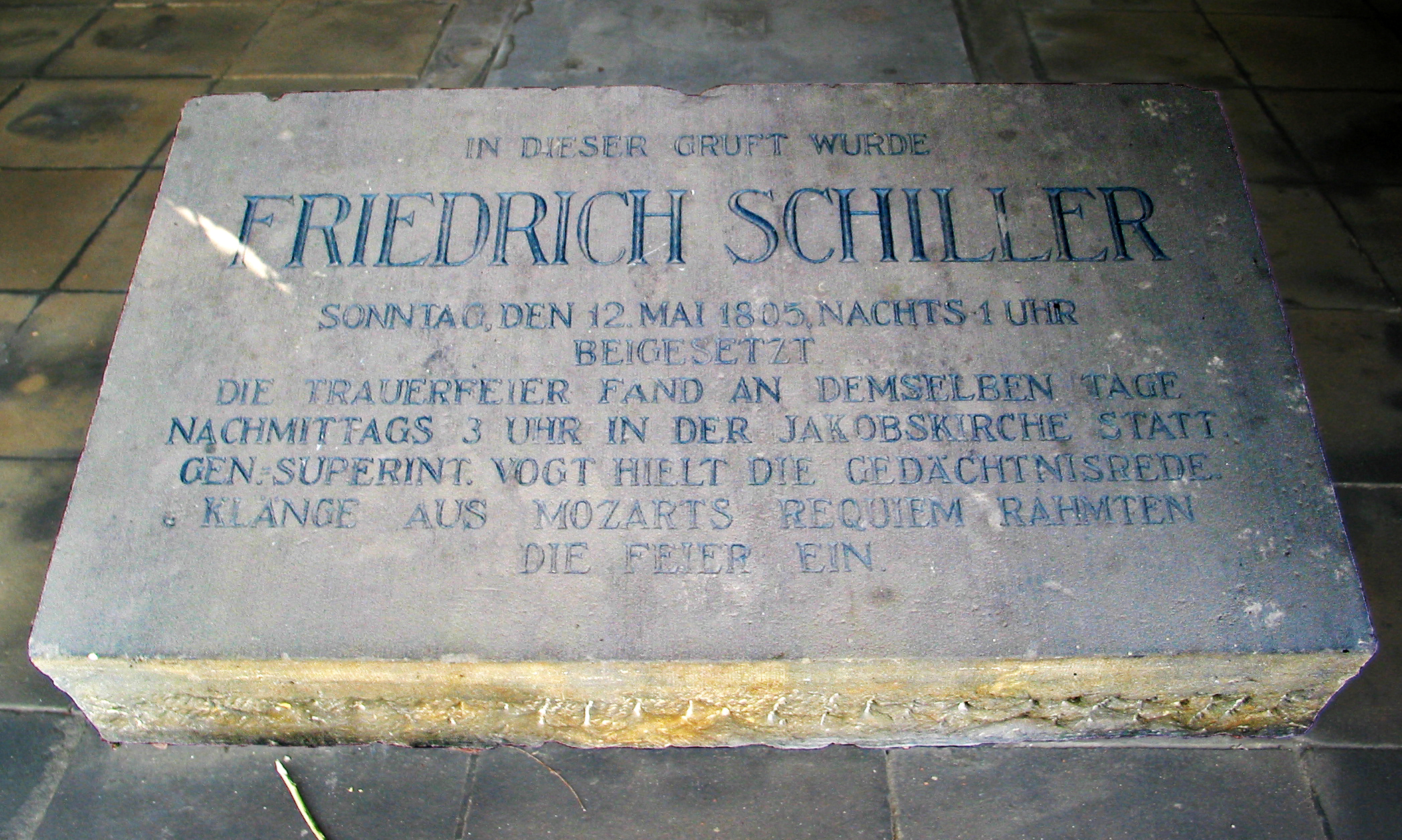
Надгробная плита Фридриха Шиллера